# 세르지우 에치고
세르지우 에치고(브라질 포르투갈어: Sérgio Echigo, 일본어: セルジオ越後, 1945년 7월 28일 - )는 브라질 상파울루 출신의 전 프로 축구 선수로 현재 축구 평론가로 활동 중이며 일본계 브라질인 2세이다.

## 수상

### 클럽
쇼난 벨마레
- 일본 사커 리그 : 4위 (1973)
- JSL컵 : 우승 (1973)

### 개인
- 일본 사커 리그 베스트 11 : 1973, 1974
- 욱일장 : 2017